# Almarza de Cameros
Almarza de Cameros település Spanyolországban, La Rioja autonóm közösségben. Almarza de Cameros Laguna de Cameros, Muro en Cameros, Pinillos, Torre en Cameros és Viguera községekkel határos. Lakosainak száma 40 fő (2024).

## Népesség
A település népessége az elmúlt években az alábbi módon változott:
| Lakosok száma | 35   | 29   | 26   | 27   | 17   | 22   | 26   | 36   | 37   | 40   |
|               | 2001 | 2004 | 2007 | 2009 | 2012 | 2014 | 2017 | 2019 | 2022 | 2024 |